# Liste des Commonwealth Heritage in Queensland
Die Liste des Commonwealth Heritage listet alle Commonwealth-Heritage-Objekte in Queensland auf, die in die Commonwealth Heritage List aufgenommen wurden. Grundlage der Liste ist der Environment Protection and Biodiversity Conservation Act aus dem Jahr 1999. Im Februar 2024 waren insgesamt 68 Stätten aus Queensland auf der Liste verzeichnet, von denen hier einige beispielhaft aufgeführt werden.

## Auswahl einiger Commonwealth Heritage-Stätten aus Queensland
| Titel                         | Ort                       | Bild |
| ----------------------------- | ------------------------- | ---- |
| ABC Radio Studios,            | Rockhampton               |      |
| Ayr Post Office               | Ayr, Burdekin Shire       |      |
| Boonah Post Office            | Boonah, Scenic Rim Region |      |
| Bowen Post Office             | Bowen (Queensland)        |      |
| Bundaberg Post Office         | Bundaberg                 |      |
| Charters Towers Post Office   | Charters Towers           |      |
| Cooroy Post Office            | Cooroy, Noosa Shire       |      |
| Dent Island Light             | Dent Island               |      |
| General Post Office, Brisbane | Brisbane                  |      |
| Goods Island Light            | Goods Island              |      |
| Ingham Post Office            | Ingham                    |      |
| Lady Elliot Island Light      | Lady-Elliot-Insel         |      |
| Low Isles Light               | Low Island (Queensland)   |      |
| Maryborough Post Office       | Maryborough               |      |
| Naval Offices                 | Brisbane                  |      |
| North Reef Light              | Bei Rockhampton           |      |
| Stanthorpe Post Office        | Stanthorpe                |      |
| Warwick Post Office           | Warwick                   |      |